# جری رینولدز (بسکتبال، زاده ۱۹۴۴)
جری رینولدز (انگلیسی: Jerry Reynolds؛ زادهٔ ۲۹ ژانویهٔ ۱۹۴۴) بازیکن بسکتبال اهل ایالات متحده آمریکا است.